# Monumento nazionale delle Marche

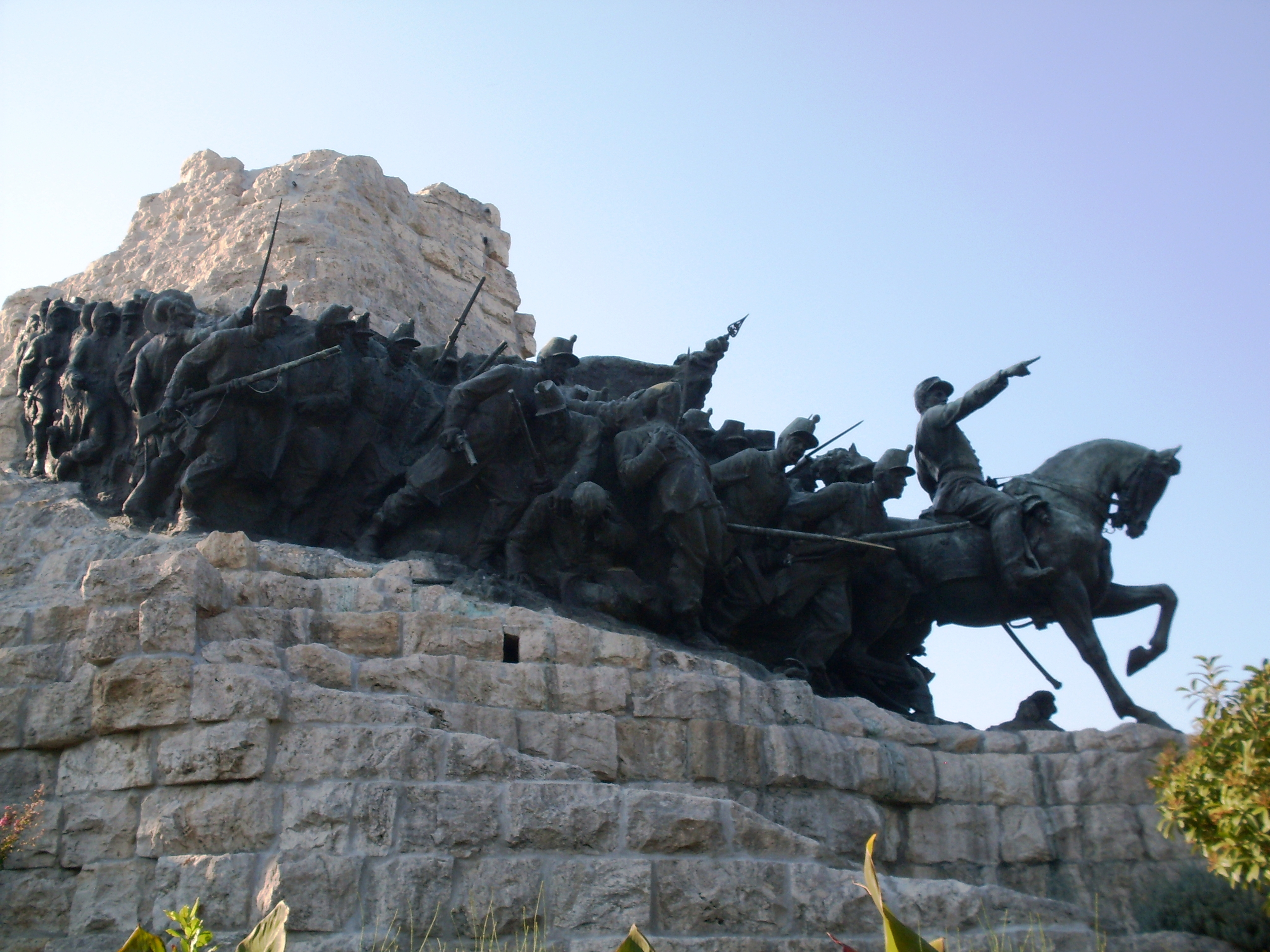
Il monumento

Il Monumento nazionale delle Marche "Ai vittoriosi di Castelfidardo" si trova a Castelfidardo (AN), all'interno di un parco fittamente alberato che occupa la sommità della collina detta Monte Cucco. È monumento nazionale dal 1910.
Disegnato dallo scultore Vito Pardo in occasione del cinquantenario della battaglia di Castelfidardo che permise l'annessione delle Marche e dell'Umbria al Regno d'Italia. Venne inaugurato il 18 settembre 1912 dopo dieci anni di lavori.

## Storia
L'idea di erigere il monumento venne proposta dal conte Ernesto Garulli di Fermo nel 1902, in quanto desideroso di un monumento che esaltasse la battaglia, ciò che rappresentava e ricordasse insieme al Gen. Cialdini, tutti coloro che perirono nello scontro. Nacque subito un comitato, con presidente lo stesso Garulli, comprendente anche dei generali veterani del fatto d'armi. Fu promossa una gara nazionale durata dieci anni. Tra le varie lettere pervenute al comitato, si distinse quella inviata da tale Vito Pardo, che si proponeva di realizzare l'opera gratuitamente spinto dal suo patriottismo, in onore del Cialdini. Nel 1906, dopo aver visionato il bozzetto (oggi al Museo centrale del Risorginento, al Vittoriano), il comitato diede allo scultore l'incarico ufficiale, con delle premesse:
1. il Monumento doveva sorgere in zona Montoro-Selva sul campo di battaglia, precisamente dal lato marino della casa colonica "Serenelli", nello spazio già concesso dall'amministrazione della Santa Casa di Loreto;
2. il Monumento doveva rappresentare la riconoscenza dei cittadini italiani verso il Cialdini;
3. L'opera doveva essere conforme al bozzetto già esaminato ed approvato dal comitato;
4. il Monumento doveva essere costruito con pietra di travertino d'Ascoli ed avere un'altezza di circa dodici metri, nel rispetto delle proporzioni tra generale e soldati;
5. l'opera doveva essere completata entro il 1910, anno in cui ricorreva il cinquantesimo anniversario della Battaglia.

Dopo un referendum popolare, il comune di Castelfidardo richiese che il Monumento fosse realizzato sul Colle Montecucco; il comune approvò l'espropriazione del terreno della famiglia Picciafuoco, la cui casa colonica doveva essere demolita. I lavori durarono quattro anni, ma Pardo ed i suoi collaboratori non riuscirono a terminarlo entro la data stabilita; dopo aver ottenuto una proroga, il 18 settembre 1912 venne inaugurato ufficialmente il Monumento con il discorso inaugurale di Arturo Vecchini. Per l'inaugurazione venne allestita una parata con gli stemmi dei comuni che avevano contribuito alla spesa e per l'occcasione il re Vittorio Emanuele III inviò una corona d'alloro, oggi conservata al Museo del Risorgimento di Castelfidardo. Vito Pardo non partecipò all'inaugurazione.

## Descrizione
Durante la sua permanenza a Castelfidardo, Vito Pardo fu ospitato nella dimora di Paolo Soprani, allora sindaco.
Alto 6 m e lungo 12 m è formato da 15 T di bronzo fuso a cera persa e 600 T di travertino d'Ascoli.
Rappresenta un gruppo di soldati, dapprima appena abbozzati che si vanno sempre più definendo fino ad arrivare alla figura del generale Enrico Cialdini. Nel retro è presente una cripta in stile assiro.
Il percorso principale del parco conduce dalla cancellata monumentale in stile Liberty al gruppo scultoreo. A sinistra di questo percorso si trova la zona del Pincio, o Pincetto, con fontana e panorama verso le mura e il centro storico della cittadina. Nel nome ricorda l'omonimo parco romano e la sua nota terrazza panoramica.

### Busto di Vito Pardo
In merito all'impegno dimostrato per la realizzazione del Monumento, Castelfidardo conferisce a Vito Pardo la cittadinanza onoraria; per riconoscenza, l'artista donò alla cittadinanza questo autoritratto in bronzo, del 1923. A causa della legge allora vigente, poté essere collocato soltanto dieci anni dopo dalla morte dell'artista, avvenuta nel 1933. Oggi si trova prima della scalinata laterale al Monumento.
Lo scultore si rappresentò, singolarmente, con cappello da ciclista, per ricordare che il 12 giugno del 1897 aveva guidato un gruppo di ciclisti romani verso Napoli, con lo scopo coprire la tappa in un giorno solo, cosa che poi effettivamente avvenne. Ne esiste una copia agli Uffizi.

### Parco delle rimembranze
Situato a lato del gruppo scultoreo, si trova un parco giochi ed una alberatura di lecci, detta "Parco delle rimembranze"; nel periodo fascista, sotto ogni leccio è stata apposta una targa in ricordo di un caduto della Grande Guerra. Di recente, sono state apposte delle targhe in memoria dei caduti della Seconda guerra mondiale.

### Cimitero di Castelfidardo
Al lato del Parco delle Rimembranze si trova il cimitero cittadino che ospita la tomba di Paolo Soprani: il gruppo scultoreo sopra la tomba è attribuito a Vito Pardo e realizzato con la stessa tecnica di fusione del Monumento.

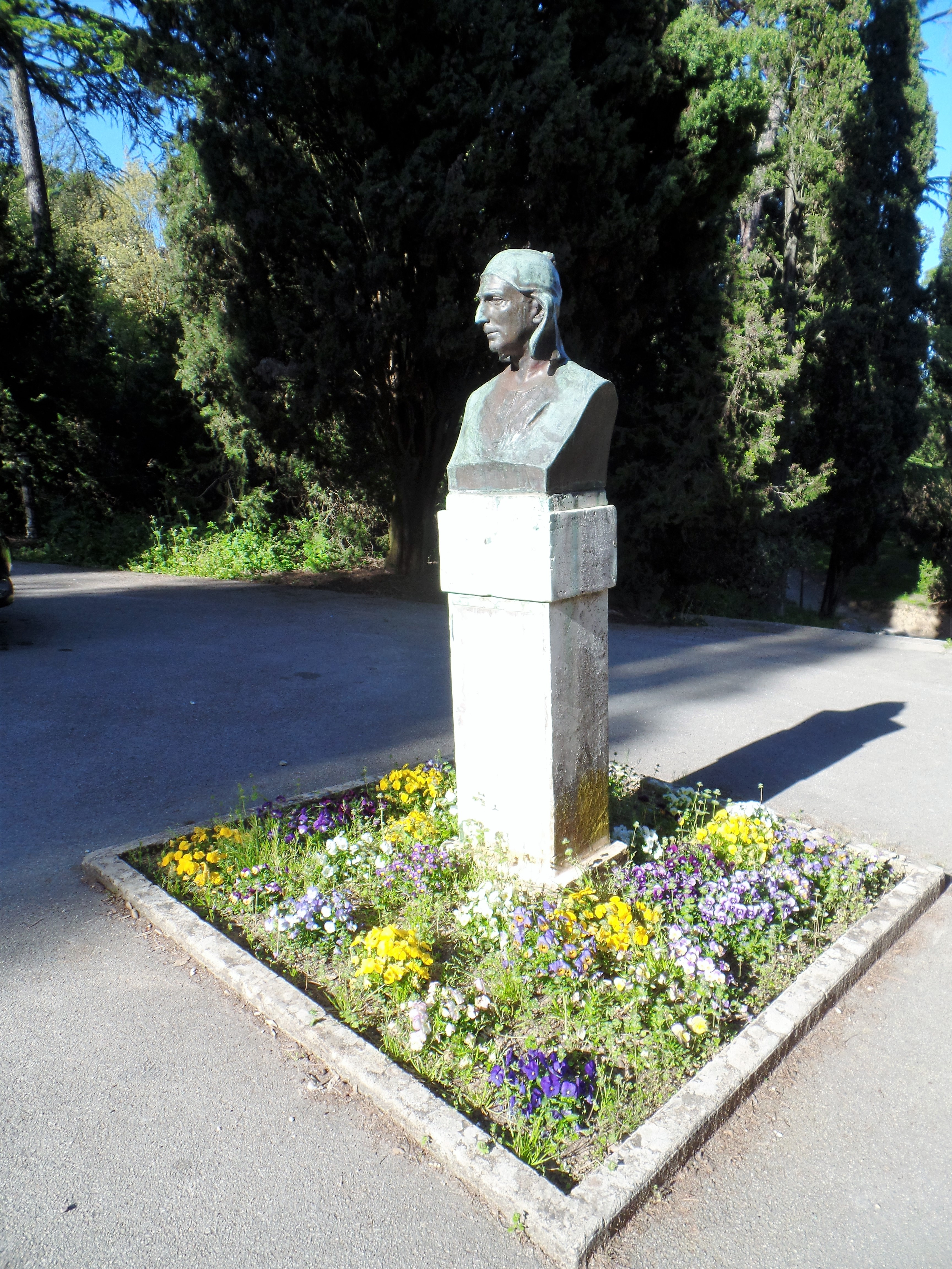
Busto di Vito Pardo, lo scultore del Monumento nazionale, ritratto con la sua caratteristica cuffia da ciclista.
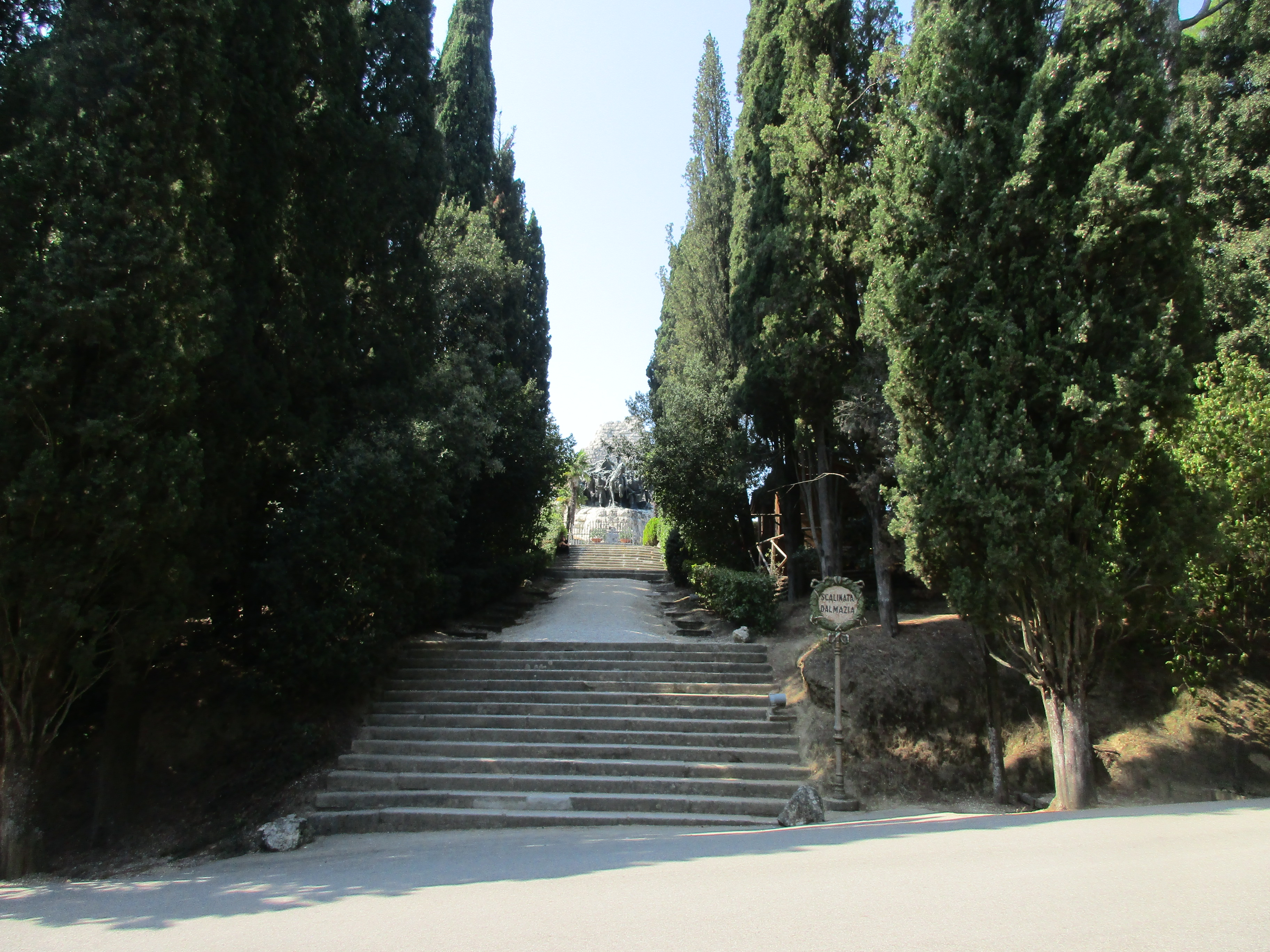
Scalinata laterale al Monumento, detta "Scalinata Dalmazia", davanti al busto dell'artista
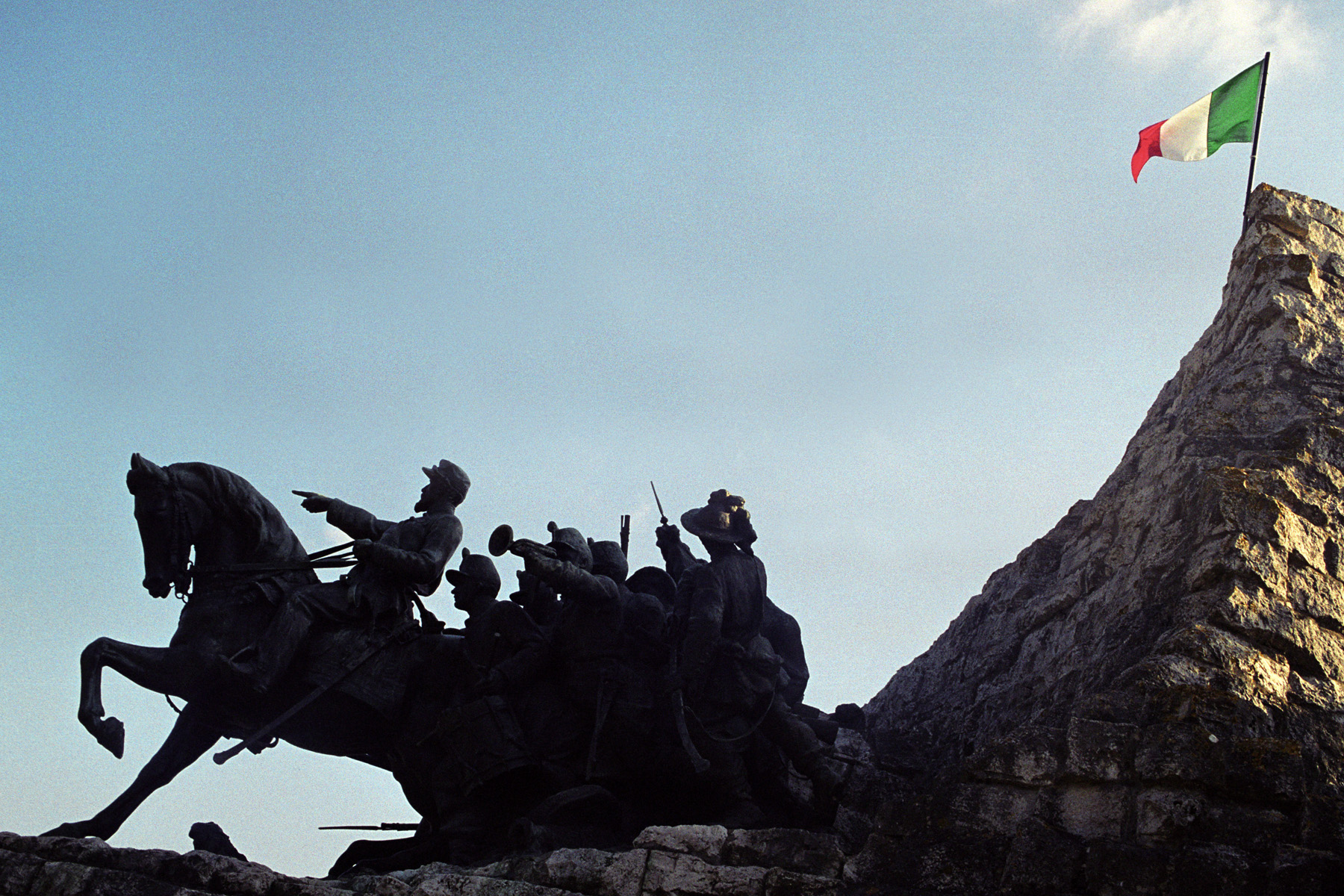
Il Monumento in controluce
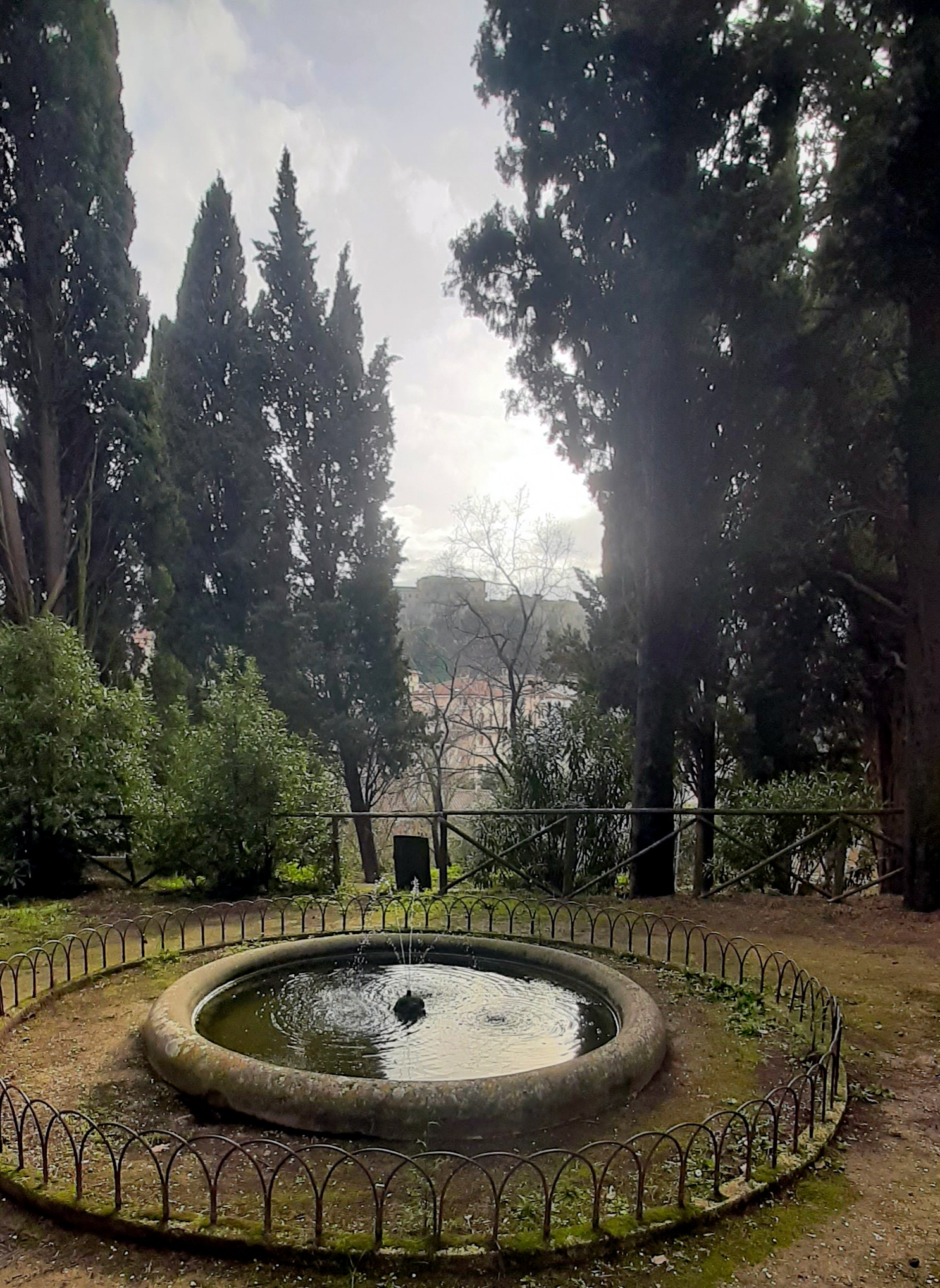
Il Pincetto o Pincio, zona del parco che nel nome ricorda il celebre parco romano
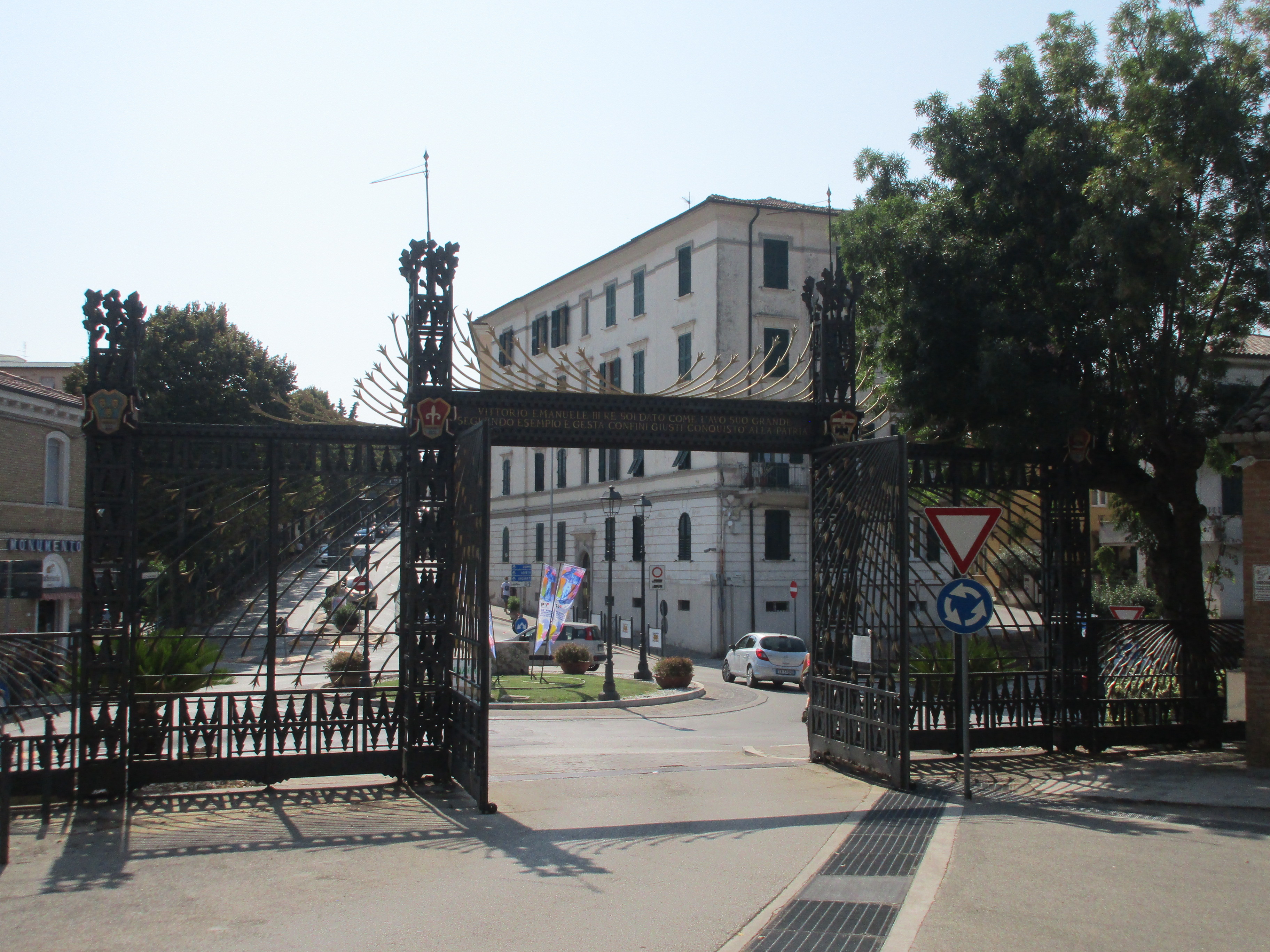
La cancellata monumentale d'ingresso costruita in ferro battuto, ideata da Vito Pardo ed inaugurata nel 1925